# Beats International
Beats International est un collectif d'artistes formé à la fin des années 1980 par Norman Cook après son départ de The Housemartins. Leur titre le plus connu est Dub Be Good to me, une reprise de la chanson du groupe The S.O.S. Band, Just Be Good to me. En 1996, Norman Cook devient Fatboy Slim. 

## Membres
- Norman Cook
- Lindy Layton
- Lester Noel
- David John-Baptiste
- MC Wildski
- Andy Boucher

## Discographie

### Albums
- 1990 : Let Them Eat Bingo (UK No. 17)
- 1991 : Excursion On The Version

### Singles
- 1990 : Dub Be Good To Me (UK No. 1)
- 1990 : Won't Talk About It (UK No. 9)
- 1990 : Burundi Blues (UK No. 51)
- 1991 : Echo Chamber (UK No. 60)
- 1991 : The Sun Doesn't Shine (UK No. 66)
- 1991 : In The Ghetto (UK No. 44)